# Gen Shirane
Gen Shirane (* 15. Mai 1924 in Nishinomiya, Japan; † 16. Januar 2005 in Bellport, New York) war ein japanisch-US-amerikanischer experimenteller Festkörperphysiker, bekannt für seine Untersuchung von Phasenübergängen in Festkörpern mit Neutronenstreuung.
Shirane studierte an der Universität Tokio (Bachelor 1947), wo er 1954 promovierte (über Ferroelektrika), während er gleichzeitig ab 1948 an der Technischen Hochschule in Tokio und ab 1952 an der Pennsylvania State University forschte.  1955 wurde er Assistant Professor an der Pennsylvania State. 1956 war er am Brookhaven National Laboratory und ab 1957 an den Laboratorien der Westinghouse Electric Corporation. Ab 1963 (nachdem Westinghouse sein Budget für Grundlagenforschung kürzte) war er wieder am Brookhaven National Laboratory, von 1968 bis zu seinem Tod infolge eines Schlaganfalls als Senior Scientist.
Shirane war eine führende Autorität für Neutronenspektroskopie in der Festkörperphysik (von ihm ab 1955 zu Strukturuntersuchungen mit Neutronenbeugung verwendet), womit er Ferroelektrika, Supraleiter einschließlich Hochtemperatursupraleiter, magnetische Materialien untersuchte. Mit dem ab 1965 in Brookhaven operierenden High Flux Beam Reactor (HFBR) studierte er die unterschiedlichsten Phänomene mit inelastischer Neutronenstreuung: Spinwellen und kritische Phänomene in Ferromagneten, niedrigdimensionale Antiferromagneten (unter anderem mit Robert J. Birgeneau), Elektron-Phonon-Kopplung in Supraleitern, Strukturelle Phasenübergänge und Soft-Phonon-Moden (mit Bestätigung der Theorie von Philip Warren Anderson und W. Cochrane), Ferroelektrika, Hochtemperatursupraleiter. Er veröffentlichte über 750 Arbeiten.
1973 erhielt er den Oliver E. Buckley Condensed Matter Prize und den Warren Award der American Crystallographic Association. Er war seit 1989  Mitglied der National Academy of Sciences und seit 1991 der American Academy of Arts and Sciences und Fellow der American Physical Society. Er erhielt den Humboldt US Senior Scientist Award und 1989 den Preis des DOE für herausragende Leistungen in der Festkörperphysik. 2004 erhielt er den Preis der japanischen physikalischen Gesellschaft für Neutronenphysik.

## Schriften
- mit Franco Jona: Ferroelectric Crystals. 1962